# ЖНБЛ в сезоне 2010/2011
Сезон ЖНБЛ 2010/2011 — 31-й сезон женской национальной баскетбольной лиги (ЖНБЛ), по окончании которого чемпионом, в первый раз, стала команда «Буллин Бумерс».
В регулярном чемпионате приняло участие десять команд, столько же сколько и в прошлом, одна из которых, «Перт Линкс», сменила в межсезонье своё название и стала теперь называться «Уэст-Кост Уэйвз». Он стартовал 8 октября игрой между клубами «Данденонг Рейнджерс» и «Аделаида Лайтнинг», в которой «Рейнджерс» переиграли соперника со счётом 94:80. Регулярный турнир в этом сезоне завершился 19 февраля, MVP которого была признана центровая команды «Буллин Бумерс» Лиз Кэмбидж. Наставник клуба «Буллин Бумерс», Том Мар, был признан тренером года, а Гретель Типпетт из команды «Логан Тандер» — новичком года. Официально же сезон 2010/2011 годов закончился 13 марта, когда команда «Буллин Бумерс» разгромила в финальной игре клуб «Канберра Кэпиталз» со счётом 103:78, а MVP финала была признана защитник «Бумерс» Шарин Милнер.

## Регулярный чемпионат
И = Игр, В = Выигрышей, П = Поражений, П% = Процент выигранных матчей
| Регулярный сезон |                               |    |    |    |      |
| #                | Команда                       | И  | В  | П  | П%   |
| 1                | Буллин Бумерс                 | 22 | 19 | 3  | 86,4 |
| 2                | Канберра Кэпиталз             | 22 | 18 | 4  | 81,8 |
| 3                | Бендиго Спирит                | 22 | 15 | 7  | 68,2 |
| 4                | Данденонг Рейнджерс           | 22 | 12 | 10 | 54,5 |
| 5                | Логан Тандер                  | 22 | 12 | 10 | 54,5 |
| 6                | Сидней Юни Флэймз             | 22 | 10 | 12 | 45,5 |
| 7                | Таунсвилл Файр                | 22 | 10 | 12 | 45,5 |
| 8                | Уэст-Кост Уэйвз               | 22 | 8  | 14 | 36,4 |
| 9                | Аделаида Лайтнинг             | 22 | 3  | 19 | 13,6 |
| 10               | Австралийский институт спорта | 22 | 3  | 19 | 13,6 |

## Финалы
Перед началом полуфинальных матчей клубы, занявшие в турнирной таблице четвёртое и пятое места, разыграли в так называемом финале устранения последнюю путёвку в финальные игры сезона, в котором 23 февраля команда «Логан Тандер» переиграла клуб «Данденонг Рейнджерс» со счётом 83:73.
| Полуфиналы      | Полуфиналы        | Полуфиналы |  |          | Предварительный финал | Предварительный финал    | Предварительный финал    |                          |                           | Большой финал             | Большой финал             | Большой финал |
| --------------- | ----------------- | ---------- |  | -------- | --------------------- | ------------------------ | ------------------------ | ------------------------ | ------------------------- | ------------------------- | ------------------------- | ------------- |
|                 |                   |            |  |          |                       |                          |                          |                          |                           |                           |                           |               |
| 26 февраля 2011 |                   |            |  |          |                       |                          |                          |                          |                           |                           |                           |               |
| 1               | Буллин Бумерс     | 71         |  |          |                       |                          |                          |                          |                           |                           |                           |               |
| 2               | Канберра Кэпиталз | 67         |  |          |                       |                          |                          |                          |                           |                           |                           |               |
|                 |                   |            |  |          | 5 марта 2011          | 5 марта 2011             | 5 марта 2011             |                          | 13 марта 2011             | 13 марта 2011             |                           |               |
|                 |                   |            |  |          | 2                     | Канберра Кэпиталз        | 83                       |                          | 1                         | Буллин Бумерс             | 103                       |               |
|                 |                   |            |  |          | 3                     | Бендиго Спирит           | 78                       |                          |                           | 2                         | Канберра Кэпиталз         | 78            |
| 27 февраля 2011 |                   |            |  |          |                       |                          |                          |                          |                           |                           |                           |               |
| 3               | Бендиго Спирит    | 74         |  |          |                       |                          |                          |                          |                           |                           |                           |               |
| 5               | Логан Тандер      | 53         |  | Легенда: | Легенда:              | Посев победившей команды | Посев победившей команды | Посев победившей команды | Посев проигравшей команды | Посев проигравшей команды | Посев проигравшей команды |               |

## Лидеры сезона по средним показателям за игру
| Показатель                       | Игрок          | Команда           | Всего   | Игры | В среднем |
| -------------------------------- | -------------- | ----------------- | ------- | ---- | --------- |
| Очков в среднем за игру          | Лиз Кэмбидж    | Буллин Бумерс     | 490     | 22   | 22,3      |
| Подборов в среднем за игру       | Кайла Фрэнсис  | Логан Тандер      | 204     | 22   | 9,3       |
| Передач в среднем за игру        | Кристен Вил    | Логан Тандер      | 127     | 22   | 5,8       |
| Перехватов в среднем за игру     | Кристен Вил    | Логан Тандер      | 55      | 22   | 2,5       |
| Блок-шотов в среднем за игру     | Лиз Кэмбидж    | Буллин Бумерс     | 62      | 22   | 2,8       |
| Процент точных бросков с игры    | Лиз Кэмбидж    | Буллин Бумерс     | 187/314 | 22   | 59,6      |
| Процент точных 3-очковых бросков | Ребекка Мерсер | Уэст-Кост Уэйвз   | 26/62   | 19   | 41,9      |
| Процент точных штрафных бросков  | Анджела Марино | Аделаида Лайтнинг | 70/78   | 20   | 89,7      |

## Награды по итогом сезона
- Самый ценный игрок женской НБЛ: Лиз Кэмбидж, Буллин Бумерс
- Самый ценный игрок финала женской НБЛ: Шарин Милнер, Буллин Бумерс
- Новичок года женской НБЛ: Гретель Типпетт, Логан Тандер
- Лучший оборонительный игрок женской НБЛ: Рейчел Флэнаган, Таунсвилл Файр
- Лучший снайпер женской НБЛ: Лиз Кэмбидж, Буллин Бумерс
- Тренер года женской НБЛ: Том Мар, Буллин Бумерс

- Сборная всех звёзд женской НБЛ:
  - З Кэтлин Маклауд (Данденонг Рейнджерс)
  - З Дженна О’Хей (Буллин Бумерс)
  - Ф Эми Денсон (Сидней Юни Флэймз)
  - Ц Марианна Толо (Канберра Кэпиталз)
  - Ц Лиз Кэмбидж (Буллин Бумерс)